# Пегас (съзвездие)
Вижте пояснителната страница за други значения на Пегас.
Пегас е северно съзвездие, наречено на митичния кон Пегас.

## Обекти на Месие
Пегас съдържа само един от обектите на Месие:
- M15 - кълбовиден звезден куп